# Hannjo Hasse
Hannjo Hasse (* 31. August 1921 in Bonn; † 5. Februar 1983 in Falkensee) war ein deutscher Schauspieler.

## Leben

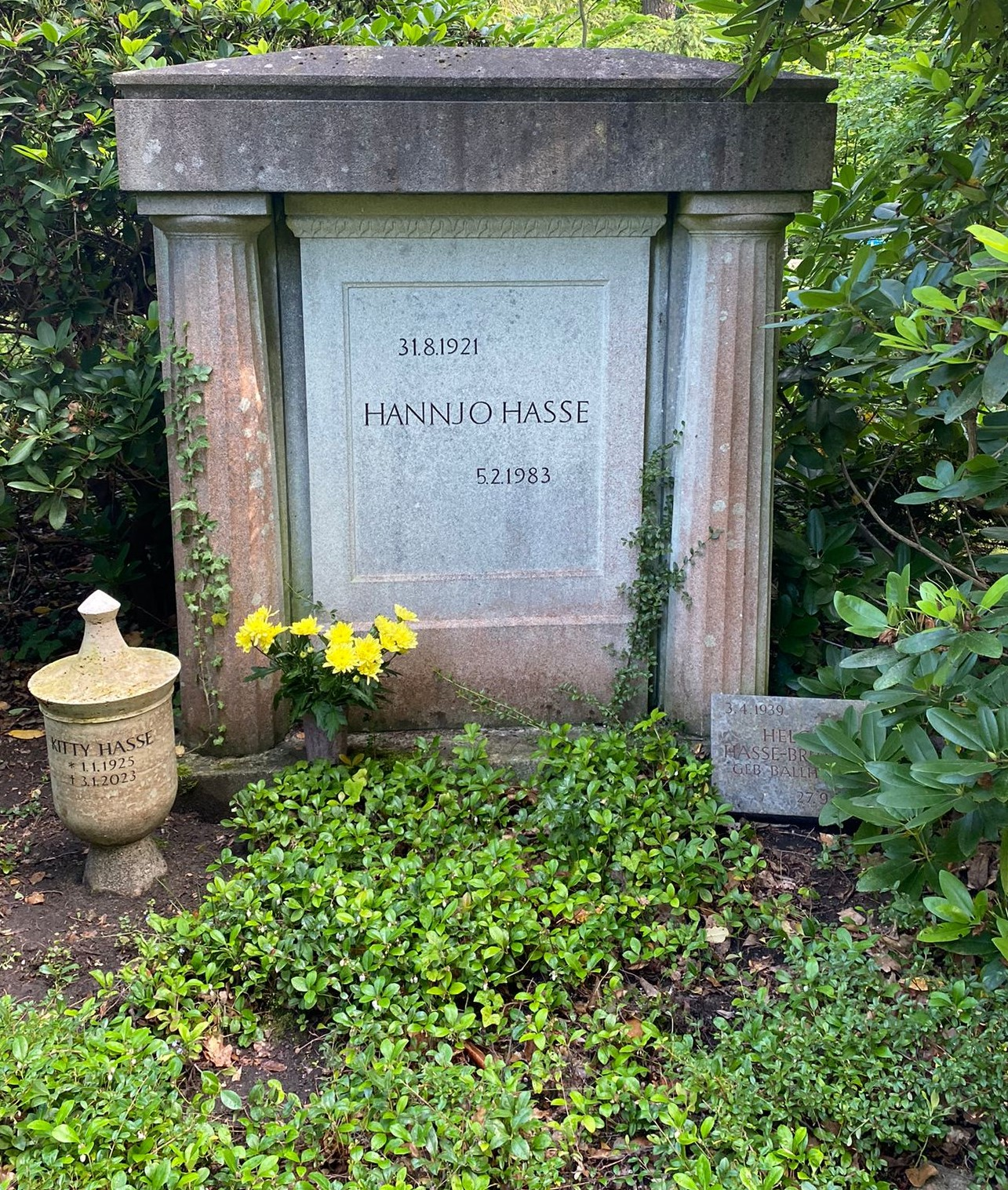
Grabstätte auf dem Südwestkirchhof Stahnsdorf

Nachdem Hannjo Hasse zunächst als Bürohilfe gearbeitet hatte, studierte er drei Jahre an Lilly Ackermanns Ausbildungsanstalt für deutschen Bühnennachwuchs in Berlin. Die Ausbildung wurde unterbrochen, als er 1941 zum Arbeitsdienst und später zur Wehrmacht eingezogen wurde. Nach der Rückkehr aus der Kriegsgefangenschaft studierte Hasse kurze Zeit an der Schauspielschule in Weimar und sammelte erste Bühnenerfahrungen als Dramaturg und Schauspieler in Nordhausen, ehe er über Theaterengagements in Eisleben, Burg und Schwerin nach Potsdam kam, wo er von 1954 bis 1962 dem Ensemble des Hans Otto Theaters angehörte. Danach ging er zur Berliner Volksbühne, wo er bereits 1961 neben Armin Mueller-Stahl in William Shakespeares Was ihr wollt gespielt hatte, dann ans Deutsche Theater, ehe er später Mitglied des Schauspielensembles der DEFA wurde. Hasse spielte Charakterrollen wie Mackie Messer ebenso wie komische Rollen in Operetten wie der Fledermaus.
Erste Filmerfahrungen machte der Schauspieler in einer Nebenrolle in Wolfgang Staudtes Der Untertan aus dem Jahr 1951. In seiner weiteren Filmkarriere bei der DEFA wurde Hannjo Hasse oft als Bösewicht eingesetzt, wie in dem international erfolgreichen Film Der Fall Gleiwitz. Hasse verkörpert unter der Regie von Gerhard Klein den fanatischen Nationalsozialisten Alfred Naujocks, der den Überfall auf den Sender Gleiwitz organisiert. Hasse gehörte dem festen Schauspielensemble der DEFA an.
Hasse stand nicht nur für Kinofilme vor der Kamera, er drehte auch zahlreiche Fernsehfilme wie Alchimisten 1968 und Martin Luther 1983. Daneben trat er in einigen Inszenierungen des Fernsehtheaters Moritzburg, in Fernsehreihen wie Polizeiruf 110 und als Major Zirrgiebel in Archiv des Todes auf.
Neben seinen Auftritten als Schauspieler arbeitete Hasse als Synchronsprecher. Unter anderem synchronisierte er Philippe Noiret, Pierre Brasseur und Yves Montand.
Am 7. Mai 1971 erhielt Hasse den Kunstpreis der DDR.
Seine Grabstätte befindet sich auf dem Südwestkirchhof Stahnsdorf.

## Filmografie (Auswahl)
- 1951: Der Untertan
- 1954: Gefährliche Fracht
- 1954: Ernst Thälmann – Sohn seiner Klasse
- 1955: Ham wa nich!
- 1955: Ernst Thälmann – Führer seiner Klasse
- 1956: Der Hauptmann von Köln
- 1956: Thomas Müntzer – Ein Film deutscher Geschichte
- 1958: Das schwarze Bataillon (Černý prapor)
- 1959: Kabale und Liebe
- 1959: Sterne
- 1959: Bevor der Blitz einschlägt
- 1960: Die schöne Lurette
- 1960: Einer von uns
- 1960: Das höhere Prinzip (Vyšší princip)
- 1960: Leute mit Flügeln
- 1961: Der Fall Gleiwitz
- 1961: Gewissen in Aufruhr (TV)
- 1962: Freispruch mangels Beweises
- 1962: Wohl dem, der lügt (Fernsehfilm)
- 1962: Mitternachtsmesse (Polnočná omša)
- 1963: Nebel
- 1963: Reserviert für den Tod
- 1963: An französischen Kaminen
- 1964: Das Lied vom Trompeter
- 1965: Schlafwagen Paris–München (Fernsehfilm)
- 1966: Die Söhne der großen Bärin
- 1966: Lebende Ware
- 1966: Schwarze Panther
- 1967: Das Tal der sieben Monde
- 1967: Die gefrorenen Blitze
- 1967: Das Mädchen auf dem Brett
- 1968: Alchimisten (TV-Film)
- 1968: Der Mord, der nie verjährt
- 1968: Spur des Falken
- 1969: Nebelnacht
- 1969: Mohr und die Raben von London
- 1969: Befreiung
- 1970: Tödlicher Irrtum
- 1971: KLK an PTX – Die Rote Kapelle
- 1971: Der Adjutant (TV)
- 1972: Die gestohlene Schlacht
- 1972: Der Staatsanwalt hat das Wort: Der Anruf kam zu spät (TV-Reihe)
- 1972: Das Geheimnis der Anden (TV)
- 1973: Unterm Birnbaum
- 1973: Copernicus (Kopernik)
- 1973: Die Hosen des Ritters von Bredow
- 1973: Polizeiruf 110: Siegquote 180 (TV-Reihe)
- 1974: Ulzana
- 1974: Polizeiruf 110: Fehlrechnung (TV-Reihe)
- 1974: Das Geheimnis des Ödipus
- 1974: Johannes Kepler
- 1974: Kit & Co
- 1974: Visa für Ocantros
- 1974: Wie füttert man einen Esel
- 1974: Zum Beispiel Josef
- 1974: Valter brani Sarajevo (TV-Reihe)
- 1975: Der Tag, der die Welt veränderte (Sarajevski atentat)
- 1975: Hostess
- 1975: Steckbrief eines Unerwünschten (Fernsehfilm)
- 1975: Ein Berg Abwasch (Fernsehtheater Moritzburg)
- 1976: Frau Jenny Treibel (Fernsehfilm)
- 1976: Beethoven – Tage aus einem Leben
- 1976: Das unsichtbare Visier
- 1977: Wer reißt denn gleich vor’m Teufel aus
- 1977: Auftrag: Überleben
- 1979: Einfach Blumen aufs Dach
- 1980: Levins Mühle
- 1980: Archiv des Todes (TV)
- 1980: Die Schmuggler von Rajgrod
- 1980: Der Baulöwe
- 1981: Peters Jugend
- 1981: Zieht blank, Kavaliere! oder Der Schwarzkünstler (Fernsehtheater Moritzburg)
- 1981: Ein total verrückter Einfall (Fernsehtheater Moritzburg)
- 1982: Das Hochzeitsgeschenk (Fernsehtheater Moritzburg)
- 1982: Es war so nett in unserem Quartett (Fernsehtheater Moritzburg)
- 1983: Martin Luther

## Hörspiele
- 1955: Lieselotte Gilles/Gerhard Düngel: Der Doktor der Armen – Regie: Willi Porath (Hörspiel – Rundfunk der DDR)
- 1958: Kurt Sandner: Nacht ohne Gnade (Hardy) – Regie: Werner Grunow (Rundfunk der DDR)
- 1960: Anna und Friedrich Schlotterbeck: An der Fernverkehrsstraße 106 (Leutnant Meinke) – Regie: Theodor Popp (Rundfunk der DDR)
- 1962: Gerhard Rentzsch: Nachtzug – Regie: Edgar Kaufmann (Rundfunk der DDR)
- 1962: Mark Twain: Tom Sawyers großes Abenteuer (Joe Tanner) – Regie: Karl-Heinz Möbius (Kinderhörspiel – Litera)
- 1962: Rolf Schneider: Godefroys (Major von Godefroy) – Regie: Otto Dierichs (Hörspiel – Rundfunk der DDR)
- 1963: Gerhard Jäckel: Die Wahnmörderin (Staatsanwalt) – Regie: Wolfgang Brunecker (Hörspiel – Rundfunk der DDR)
- 1964: Gerhard Stübe: Cicero contra Schellhase (Lenin) – Regie: Helmut Molegg (Hörspiel – Rundfunk der DDR)
- 1967: Klaus Beuchler: Alltag eines Arztes (Dr. Schwarz) – Regie: Uwe Haacke (Hörspiel – Rundfunk der DDR)
- 1967: Horst Enders: Die Rettungsmedaille (Lehrer Krüger) – Regie: Ingeborg Milster (Kinderhörspiel – Rundfunk der DDR)
- 1968: Michail Schatrow: Bolschewiki – Regie: Wolf-Dieter Panse (Hörspiel – Rundfunk der DDR)
- 1969: Wolfgang Graetz/Joachim Seyppel: Was ist ein Weihbischof? Oder Antworten zur Akte Defregger – Regie: Edgar Kaufmann (Hörspiel – Rundfunk der DDR)
- 1970: Michail Schatrow: Der sechste Juli (Kamkow) – Regie: Helmut Hellstorff (Hörspiel – Rundfunk der DDR)
- 1970: Roland Neumann: Winne (Winne) – Regie: Manfred Täubert (Kinderhörspiel – Rundfunk der DDR)
- 1970: Wolfgang Kießling: Es gibt nur einen Weg (Kerenski) – Regie: Maritta Hübner (Kinderhörspiel – Rundfunk der DDR)
- 1972: Jan Klima: Der Tod liebt die Poesie (Michal Pavlicek, Journalist) – Regie: Werner Grunow (Kriminalhörspiel – Rundfunk der DDR)
- 1976: Heinrich von Kleist: Prinz Friedrich von Homburg – Regie: Joachim Staritz (Hörspiel – Rundfunk der DDR)
- 1976: Hans Bräunlich nach Raymond Chandler: Gefahr ist mein Geschäft – Regie: Werner Grunow (Kriminalhörspiel – Rundfunk der DDR)
- 1976: Antonio Skármeta: Die Suche (Rechtsanwalt) – Regie: Joachim Staritz (Hörspiel – Rundfunk der DDR)
- 1977: Hans Siebe: Herzogs Frau (Kreibig) – Regie: Achim Scholz (Kriminalhörspiel – Rundfunk der DDR)
- 1978: Phineas Taylor Barnum: Alles Humbug (Bartram) – Regie: Joachim Staritz (Hörspiel – Rundfunk der DDR)
- 1978: Karel Čapek: Taschenspiele (Herr Herich) – Regie: Joachim Staritz (Hörspiel – Rundfunk der DDR)
- 1980: Dorothy L. Sayers: Der Verdacht (George Mummery) – Regie: Werner Grunow (Kriminalhörspiel – Rundfunk der DDR)
- 1980: Michail Bulgakow: Die Kabale der Scheinheiligen (Charron) – Regie: Werner Grunow (Hörspiel – Rundfunk der DDR)
- 1981: Edwin Hoernle: Vom König, der die Sonne vertreiben wollte – Regie: Maritta Hübner (Kinderhörspiel – Rundfunk der DDR)
- 1982: Hans Siebe: Der Tote im fünften Stock (Major Weidlich) – Regie: Barbara Plensat (Kriminalhörspiel – Rundfunk der DDR)
- 1983: August Strindberg: Ein Traumspiel – Regie: Peter Groeger (Märchen für Erwachsene – Rundfunk der DDR)